# Boy Scouts de América

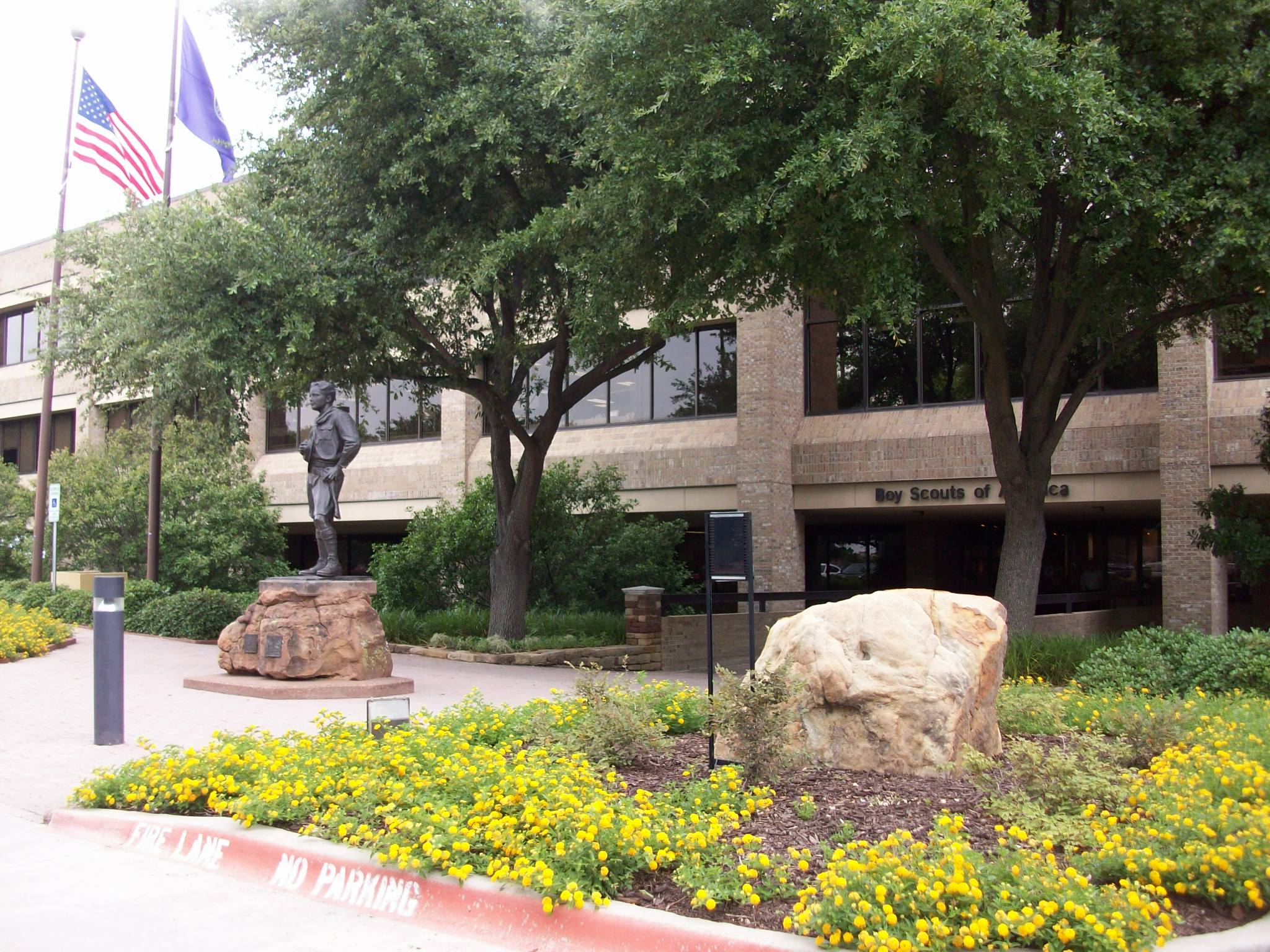
Sede de los Boys Scouts, en Irving, Texas

Los Boy Scouts de América (en inglés estadounidense: Boy Scouts of America) es una de las mayores organizaciones juveniles en los Estados Unidos, con más de 760.000 miembros. Desde su fundación en 1910 como parte del Movimiento Scout Internacional, más de 110 millones de estadounidenses han sido miembros de la BSA.  
El objetivo de los Boy Scouts de América es la formación de los jóvenes en la gente responsable, el desarrollo del carácter, y la autosuficiencia a través de la participación en una amplia gama de actividades al aire libre, programas educativos, y, en niveles de mayor edad, la carrera de los programas orientados en asociación con organizaciones de la comunidad. Para los miembros más jóvenes, el Método Scouts es parte del programa para inculcar los valores típicos de exploración, como la honradez, la buena ciudadanía, y las habilidades al aire libre, a través de una variedad de actividades como cámping, deportes acuáticos y excursiones. La BSA es miembro constituyente de la Organización Mundial del Movimiento Scout.
En 2012, tanto el candidato presidencial republicano Mitt Romney como el entonces presidente demócrata Barack Obama, declararon que se oponían a la prohibición de los Scouts homosexuales. El 23 de mayo de 2013, el Consejo Nacional de BSA aprobó una resolución para eliminar la restricción que niega la membresía a los jóvenes sobre la base de la orientación sexual únicamente a partir del 1 de enero de 2014. La prohibición para los líderes adultos se mantuvo vigente hasta el 27 de julio de 2015. Desde 2019, todas las divisiones tradicionales de exploración son mixtas (para niños y jóvenes de ambos sexos).
Estas son Cub Scouting para los niños y niñas de 7 a 10 años y medio, Scouts BSA para chicos y chicas de entre 10½ a 18 años y Venturing para hombres y mujeres jóvenes de 14 años (o 13 y han completado el 8º grado) a 21. Aprendizaje para La vida es una subsidiaria no tradicional que ofrece en la escuela y la educación profesional. La BSA opera tradicional Scouts a nivel local a través de unidades patrocinados y manejados por las iglesias, clubes, asociaciones civiles, organizaciones educativas y similares. Las unidades se llevó en su totalidad por voluntarios que son apoyados por los ayuntamientos con los pagados profesionales y voluntarios.
La influencia del Movimiento Scout en la sociedad estadounidense es frecuentemente citado por tanto sus defensores y sus críticos. Los críticos han llamado las obligaciones de los miembros de BSA injustos, en los litigios en varios estados y tribunales federales. Sin embargo, la Corte Suprema ha sostenido que, como una asociación privada, expresiva, la BSA puede establecer sus propios miembros bajo las normas del derecho constitucional a la libertad de asociación.

## Orígenes

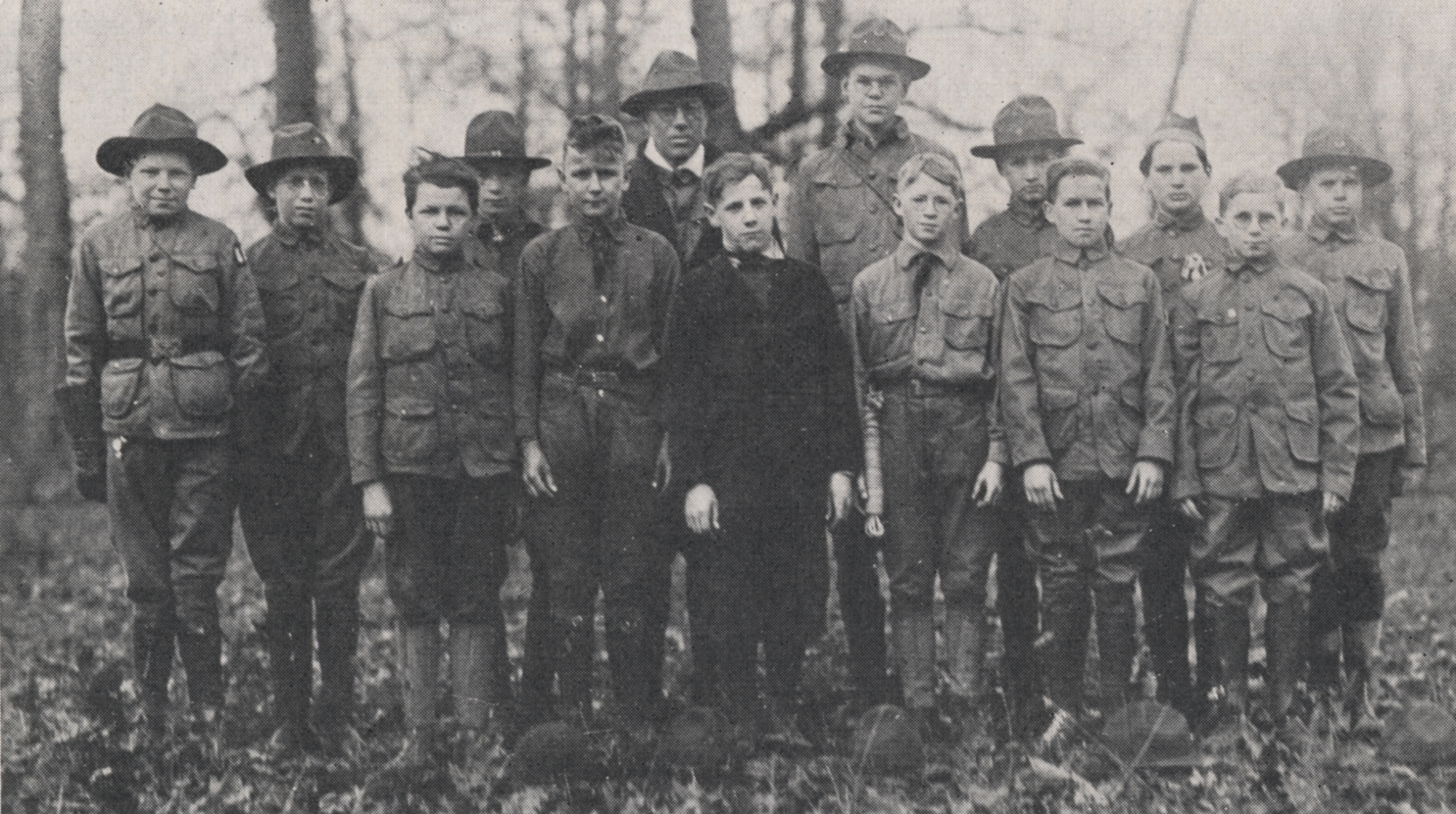
Boy Scouts, Tropa 10, Columbus, Ohio, 1918.

Estando en la Segunda Guerra Matabele en Rodesia en 1896 Robert Baden-Powell comenzó una amistad con el Jefe de los Exploradores en el ejército colonial británico, el conocido explorador militar estadounidense Frederick Russell Burnham. Como Burnham, Baden-Powell era un explorador militar y muchas de sus ideas relativas al escultismo se arraigaron aquí. Burnham dio a conocer a Baden-Powell sobre las costumbres de los vaqueros, los indios del oeste estadounidense y el woodcraft (escultismo), y fue aquí que comenzaron a charlar sobre la idea de un programa de formación scout para muchachos. La amistad entre los dos resultó, años después, en la formulación didáctica del escultismo. El movimiento progresista en los Estados Unidos estaba en su apogeo durante el siglo XX. Con la migración de las familias de las granjas a las ciudades, hay preocupación entre algunas personas que los hombres jóvenes ya no estaban aprendiendo el patriotismo y el individualismo. La YMCA es una de los primeros promotores de las reformas de los hombres jóvenes con un enfoque en el bienestar social y programas de desarrollo mental, físico y social.
BSA tenía dos predecesores notable en los Estados Unidos: los indios de artesanía en madera iniciadas por Ernest Thompson Seton en 1902 y los Hijos de Daniel Boone fundada por Daniel Carter Beard, en 1905 en Cincinnati, Ohio. En 1907, el general británico Robert Baden-Powell fundó el movimiento Scout en Inglaterra con los elementos de las obras de Seton entre otras influencias. Varios pequeños programas locales de Escultismo para muchachos comenzó de forma independiente en los EE. UU., poco después, muchos de estos programas se fusionó con la BSA.
En 1909, el Chicago editor WD Boyce estaba de visita en Londres, donde se encontró con un muchacho que llegó a ser conocido como el Explorador Desconocido. Boyce se perdió en una calle de niebla cuando un Scout desconocido vino en su ayuda, le guía a su destino. Boyce quiso pagarle y el joven se negó, explicando que él era uno de los boy scouts de Baden Powell y que el debía hacer una buena acción diaria. Poco después, Boyce se reunió con el General Baden-Powell, quien fue Jefe Scout en el momento. Tras su regreso a los EE. UU., Boyce incorporó a los Boy Scouts de América el 8 de febrero de 1910.Edgar M. Robinson y Lee F. Hanmer se interesó por el naciente movimiento BSA y convenció a Boyce para pasar la palabra a la YMCA para el desarrollo en abril de 1910. Robinson se alistó Seton, Beard, Charles Eastman y otros líderes prominentes en los movimientos de juventud. En enero de 1911, Robinson se volvió el movimiento a James E. West, que se convirtió en el primer Jefe Scout Ejecutivo y el Movimiento Scout comenzó a expandirse en los EE. UU.
Propósito declarado de la BSA en su incorporación en 1910 fue "enseñar [los niños] patriotismo, los valores de valentía, confianza en sí mismo, y afines." Más tarde, en 1937, Diputado Jefe Scout Ejecutivo George J. Fisher expresó la BSA misión: "Cada generación que llega a la madurez no tiene el deber más importante que el de la enseñanza de altos ideales y un comportamiento adecuado a la generación que sigue." La declaración de la misión actual de la BSA es "preparar a la gente joven para tomar decisiones y las opciones morales sobre su vida, al infundir en ellos los valores del Juramento y la Ley Scout. "La Iglesia de Jesucristo de los Santos de los Últimos Días fue el primer socio de patrocinar el Movimiento Scout en los Estados Unidos, la adopción del programa en 1913 como parte de su Asociación Mutual de Mejoramiento del programa para los jóvenes.

## Miembros
Miembros tradicionales

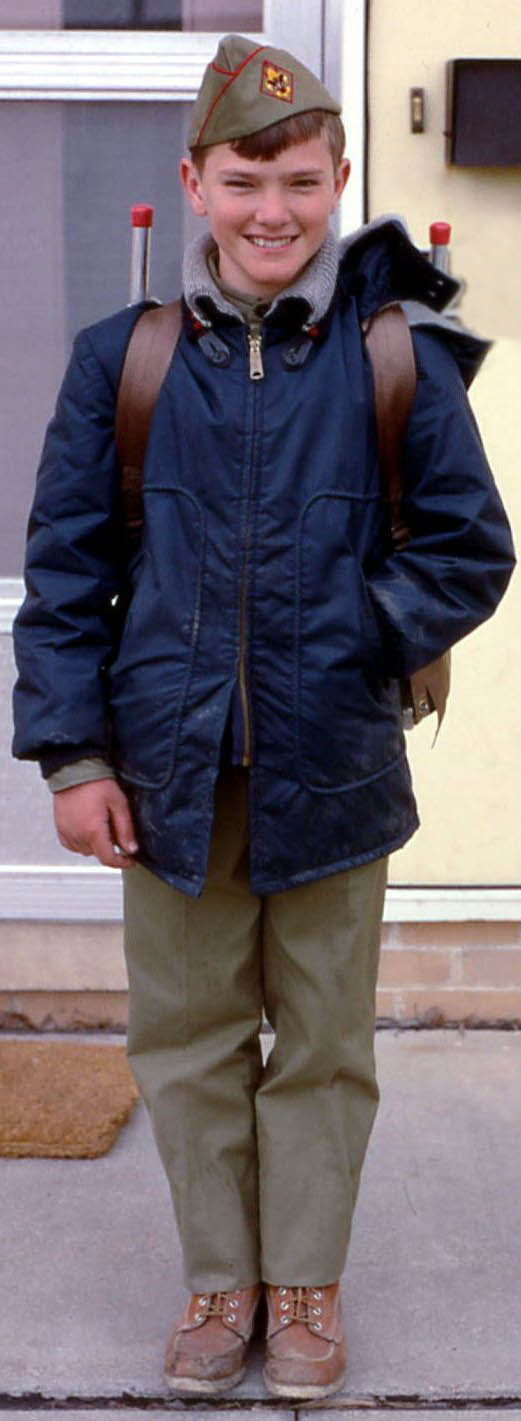
Un típico uniforme de Boy Scout (1969).

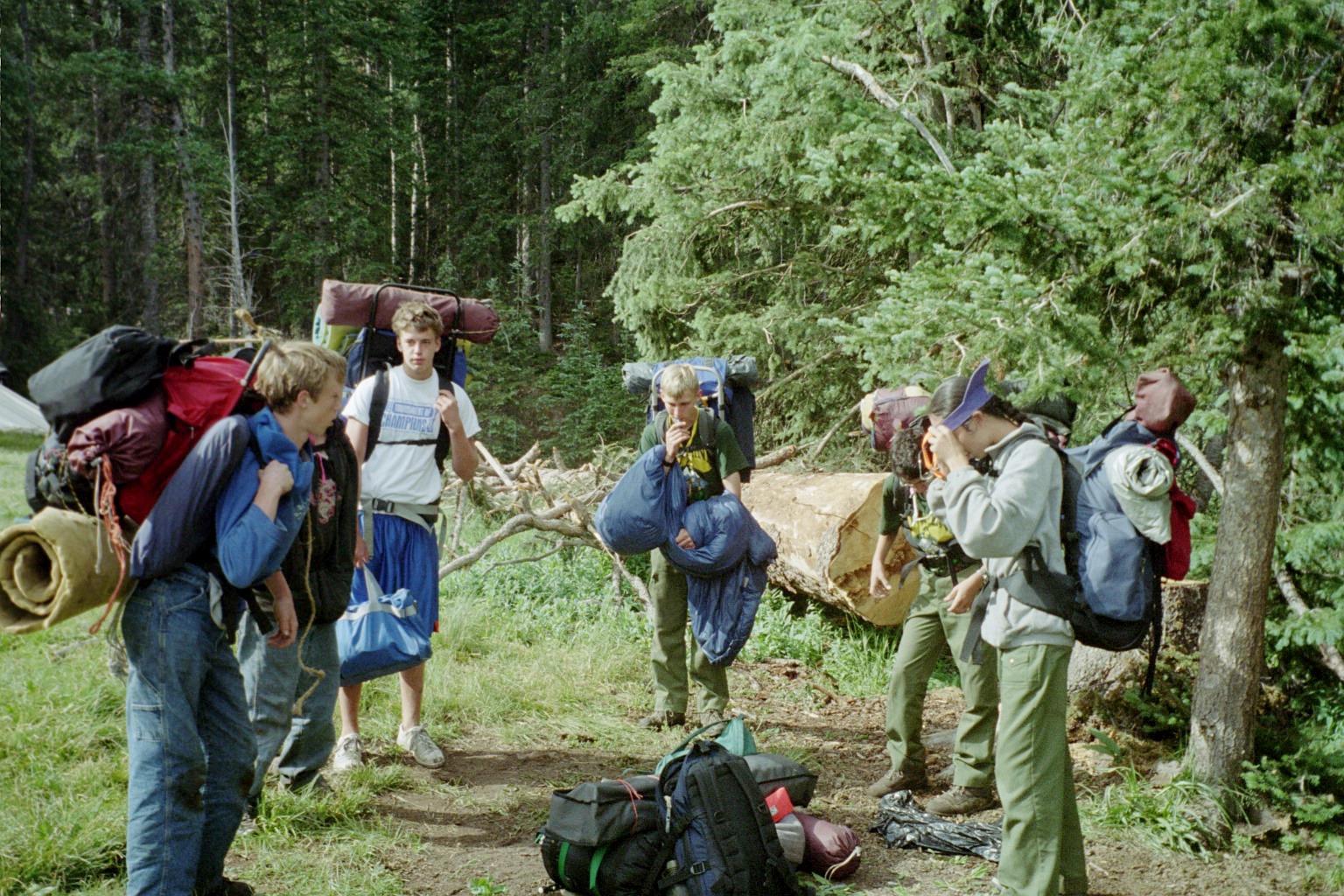
Jóvenes preparándose para acampar.

En la BSA, el Movimiento Scout es considerado como un movimiento con tres programas principales:
Cub Scouting: es el más grande de los tres programas, a disposición de los niños y niñas de primero a quinto grado o de 7 a 11 años. El programa está diseñado para alcanzar los objetivos de desarrollo del carácter, formación cívica y la aptitud personal. Cub Scouting se divide en función de la edad los niveles de Tiger Cubs, Lobo, Oso y Webelos Scouts.
Scouts BSA (ex-Boy Scouting): es el buque insignia del programa de BSA para las edades de niños y niñas de 11 a 18 años. (Quienes hayan alcanzado la flecha del Cub Scout de la concesión de la Luz, o haber realizado el 5º grado pueden participar desde los 10 años de edad). Utiliza las actividades al aire libre como acampada, deportes acuáticos y excursiones para alcanzar los objetivos de carácter, la ciudadanía y entrenamiento personal. Varsity Scouting es una subdivisión de Scouts BSA a disposición de los niños y niñas entre 14 y 18 y agrega un programa de aventuras y las actividades deportivas. La Orden de la Flecha es la Scouts BSA honor nacional la sociedad para campistas experimentados, sobre la base de indios americanos tradiciones y está dedicado a los ideales de fraternidad y de servicio alegre.
Venturing (en español: Aventurarse): es el programa para hombres y mujeres jóvenes de 14 a 21. Su objetivo es proporcionar experiencias positivas para ayudar a los jóvenes maduran y prepararlos para ser adultos responsables. Sea Scouting es una subdivisión de Venturing centrado sobre las actividades náuticas.
Hay alrededor de 100.000 física o mentalmente discapacitados Scouts de los Estados Unidos. Cualquier persona certificada como discapacitados "pueden inscribirse en el Movimiento Scout y permanecer en su programa más allá de los límites de la reglamentación de edad. Esta disposición permite a todos los miembros para avanzar en el Movimiento Scout en la medida que deseen". El avance se mide por el logro de los mejores de la habilidades de explorador.

### Aprender para la VidaLearning For Life
Learning for Life es una escuela y el lugar de trabajo basado en el programa que es una filial de la BSA. Utiliza los programas destinados a escuelas y organizaciones comunitarias que están diseñados para preparar a los jóvenes de las complejidades de la sociedad contemporánea y para mejorar su autoestima, la motivación y la autoestima. Exploration es el programa de lugar de trabajo basada en el aprendizaje por la vida con programas basados en cinco áreas de énfasis: oportunidades de empleo, habilidades para la vida, la ciudadanía, la educación del carácter y experiencia de liderazgo.

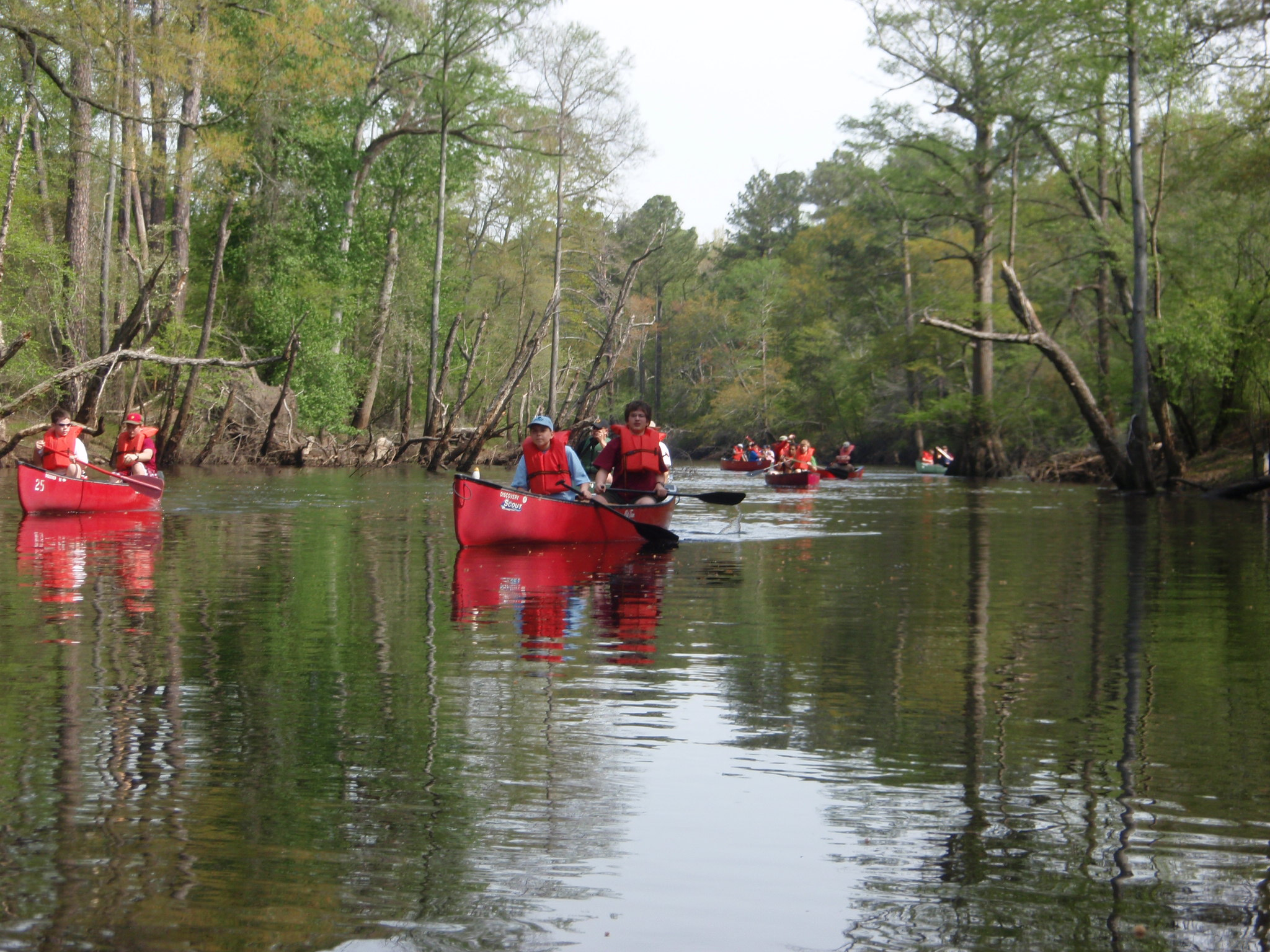
Jóvenes viajando en canoa.

Learning for Life no es considerado un programa scout tradicional, no hace uso de la Promesa Scout, Ley Scout, uniformes o insignias de exploración tradicional. Todos los programas de aprendizaje para la vida están abiertos a jóvenes y adultos sin restricción alguna por motivos de sexo, residencia, orientación sexual, u otras consideraciones que no sean los requisitos de edad.

### Controversia de Miembros

División Regional de los Boy Scouts

Aunque el programa no tradicional, el aprendizaje para la vida, no restringe la participación de otros más que por la edad, antes de 2018, la pertenencia a los programas tradicionales de BSA era más restringida y controvertida. Hasta esa fecha, las niñas sólo podían unirse a Venturing, aunque las mujeres pueden ser voluntarios adultos en todos los programas. En 2004, la BSA ha adoptado una nueva declaración de política, incluyendo las siguientes como "Liderazgo Juvenil" en el Juramento del Scout y la Ley Scout es moralmente recto y limpio en pensamiento, palabra y obra. La conducta de los jóvenes deben estar en conformidad con el Juramento y la Ley Scout, y la pertenencia a Boy Scouts of America está supeditada a la voluntad de aceptar Escultismo valores y creencias. La mayoría de los niños suelen unirse a Scouts cuando tienen 10 u 11 años de edad. A medida que continúan en el programa, todos los Scouts se espera que tengan posiciones de liderazgo. BSALegal.org publicó estas políticas hasta febrero de 2010, cuando fue retirado de su sitio web.

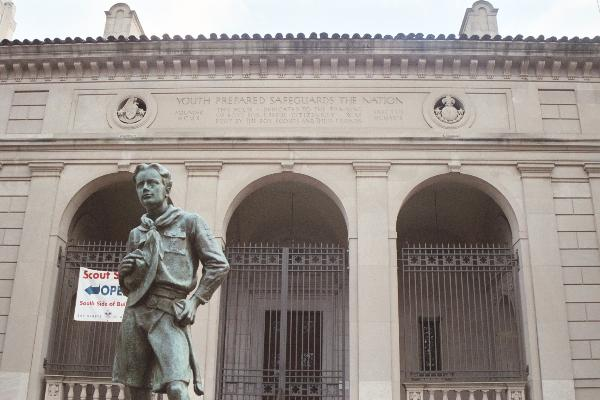
Estatua de Philly Scout.

La BSA afirma que estas políticas son esenciales para su misión en los programas tradicionales de inculcar en los jóvenes los valores del Juramento y la Ley Scout. Estas políticas han sido impugnado ante los tribunales como injusto a nivel estatal y federal. En Boy Scouts of America v. Dale, el Tribunal Supremo afirmó que, como una organización privada, asociación expresiva, la BSA puede establecer sus propios miembros bajo las normas del derecho constitucional a la libertad de asociación. Sin embargo, leyes contra la discriminación puede prohibir algunos tipos de apoyo gubernamental, y otras demandas siguen siendo presentados para determinar qué es y qué no es permitido o requerido.
En 2017, la BSA decidió permitir el ingreso de niñas a las divisiones Cub Scouts y Boy Scouts –que cambiaría su nombre a Scouts BSA–. Dicha medida entró en vigor en 2018, luego de muchos años de no recibir niñas en sus filas.

### Juramento Scout, Ley, Lema, Eslogan y el Código al aire libre
El Juramento del Scout para la BSA ha desarrollado a partir de la versión original de Lord Baden-Powell, la diferencia principal es que la segunda línea afirmó que "voy a hacer mi deber hacia Dios y el Rey". La Ley Scout de los Boy Scouts de América, adoptado originalmente en 1910. En 1911 se ajustó a lo que es hoy. La versión original de Lord Baden-Powell, con apenas 10 puntos a la Ley Scout (el décimo y duodécimo de la versión de BSA se han añadido cuando el BSA fue fundada).
Juramento Scout

Por mi honor, yo haré todo lo posible

Para cumplir con mi deber hacia Dios y mi país;

Obedecer la Ley Scout;

Para ayudar a los demás en todo momento;

Para mantenerme físicamente fuerte, mentalmente despierto y moralmente recto.
Ley Scout
El Scout es digno de confianza, leal, servicial, amable, cortés, bondadoso, obediente, alegre, ahorrativo, valiente, limpio y reverente.
Lema Scout
Siempre listo
Eslogan Scout
Hacer una buena acción diaria
Código al aire libre

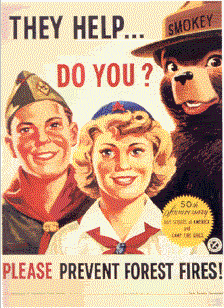
Característico oso "Smokey".

Como estadounidense, haré todo lo posible para ser limpio en mi comportamiento al aire libre, tener cuidado con el fuego, ser considerado en el exterior, y para estar concienciado en la conservación del medio ambiente.